# Salute riproduttiva

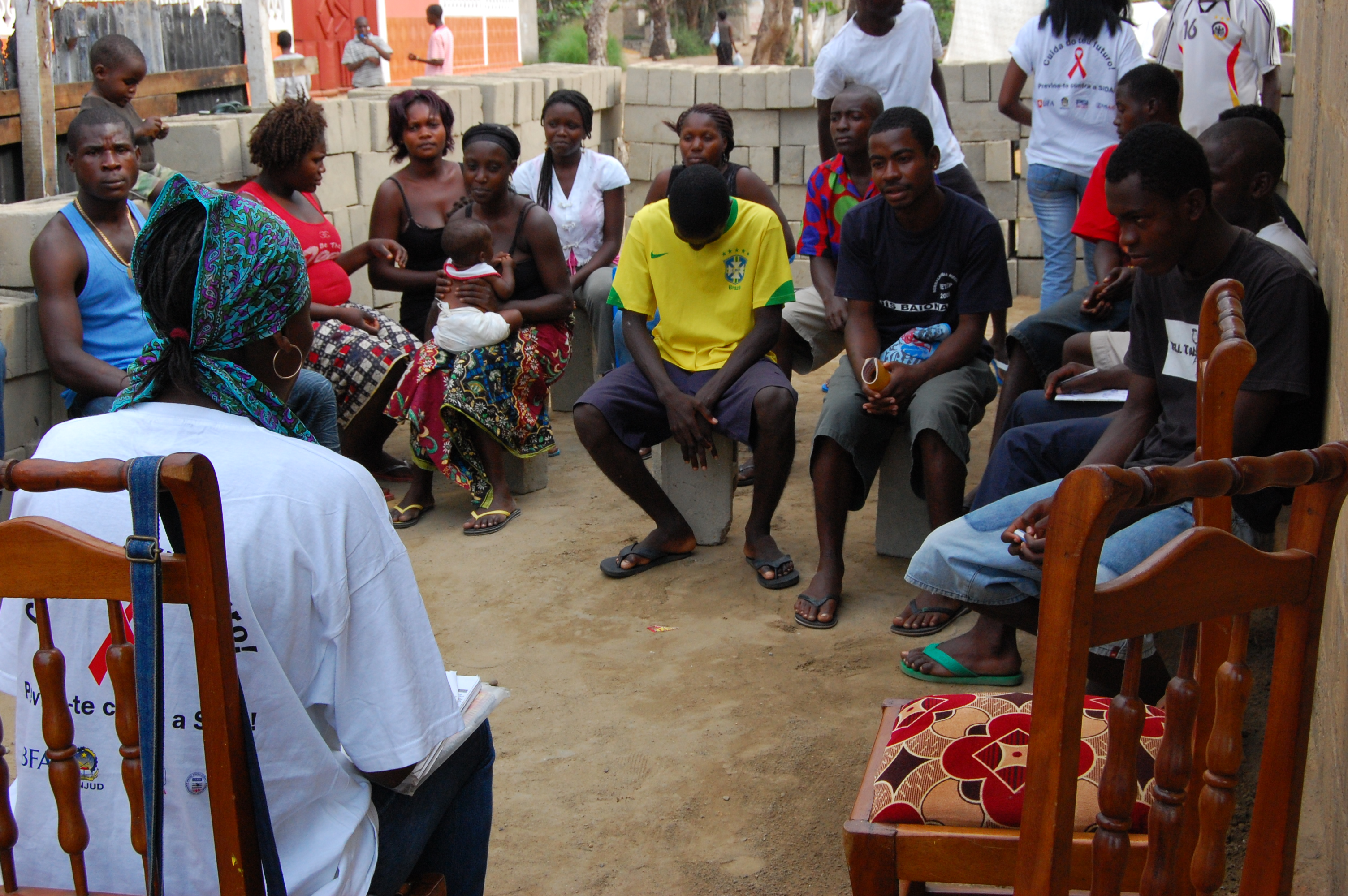
Una comunità Angolana discute sui rischi dell'AIDS

La salute riproduttiva è lo studio dei processi di riproduzione in tutte le fasi della vita umana. Le agenzie delle Nazioni Unite affermano che la salute sessuale e riproduttiva include il benessere fisico e psicologico nei confronti della sessualità.
La salute riproduttiva implica che le persone siano in grado di avere una vita sessuale responsabile, soddisfacente e più sicura, e che abbiano la capacità di riprodursi e la libertà di decidere se, quando e con che frequenza farlo.
Un'interpretazione di questo concetto implica che uomini e donne dovrebbero essere informati e avere accesso a metodi di controllo delle nascite sicuri, efficaci, convenienti e accettabili; inoltre l'accesso a servizi sanitari adeguati di medicina sessuale, riproduttiva e attuazione di programmi di educazione sanitaria, per sottolineare l'importanza che le donne affrontino in modo sicuro la gravidanza e il parto, per offrire alle coppie le migliori possibilità di avere un bambino sano.
Gli individui affrontano disuguaglianze nei servizi di salute riproduttiva. Le disuguaglianze variano in base allo stato socioeconomico, al livello di istruzione, all'età, all'etnia, alla religione e alle risorse disponibili nel loro ambiente. È possibile, ad esempio, che le persone a basso reddito non dispongano delle risorse per servizi sanitari adeguati e le conoscenze per sapere cosa è appropriato per mantenere la salute riproduttiva.